# Stenoporpia vicaria
Stenoporpia vicaria là một loài bướm đêm trong họ Geometridae.